# جوزيف فيلا
جوزيف فيلا (بالإنجليزية: Joseph Villa)‏ هو عازف بيانو أمريكي، ولد في 9 أغسطس 1948 في غارفيلد في الولايات المتحدة، وتوفي في 13 أبريل 1995 في نيويورك في الولايات المتحدة.

## وصلات خارجية
- جوزيف فيلا على موقع ميوزك برينز (الإنجليزية)